# Livet, min syster
Livet, min syster (ryska: Сестра моя — жизнь) är en diktsamling av poeten Boris Pasternak och handlar om sommaren mellan februari- och oktoberrevolutionen i Ryssland 1917. På grund av inbördeskriget publicerades den först 1922.
Vid sidan av Ett moln i byxor av Vladimir Majakovskij, Sten av Osip Mandelstam och Kväll av Anna Achmatova är Livet, min syster en av ryska modernismens stora diktsamlingar.

## Innehåll
Livet, min syster innehåller 50 dikter ordnade i 10 diktcykler med titlar som påminner om äldre romaner. Samlingen tillägnas Michail Lermontov och som epigraf fungerar fjärde strofen ur dikten ”Dein Bild” av Nicolaus Lenau citerad på tyska. Stilen anknyter till 1800-talspoeterna och rysk och europeisk romantik, som futuristerna uttryckligen tog avstånd från, men som Boris Pasternak här ’återskapar’ inom ramen för modernismens nya poetik. Diktsamlingen innehåller flera stilgrepp som ryska futurister diskuterade under 1910-talet: fragmentering av texten, upplösningen av konventionell syntax, ljudstrukturens semantisering, vokabulärens förnyelse genom talspråket och bilden som språk istället för dekoration, i likhet med imagismen.

## Svensk översättning
Diktsamlingen Livet, min syster (1977) med inledning av Olga Andrejew Carlisle och svensk översättning av Hans Björkegren innehåller 11 av de 50 dikterna i det ryska originalet. Diktsamlingen Dikter (1958) innehåller 11 av dikterna, varav 9 inte finns i föregående bok. Diktsamlingen Dikter (2008) innehåller 15 av dikterna, varav 3 inte finns i föregående böcker. Sammanlagt är 23 av de 50 dikterna översatta i de tre böckerna.